# Ágfalva

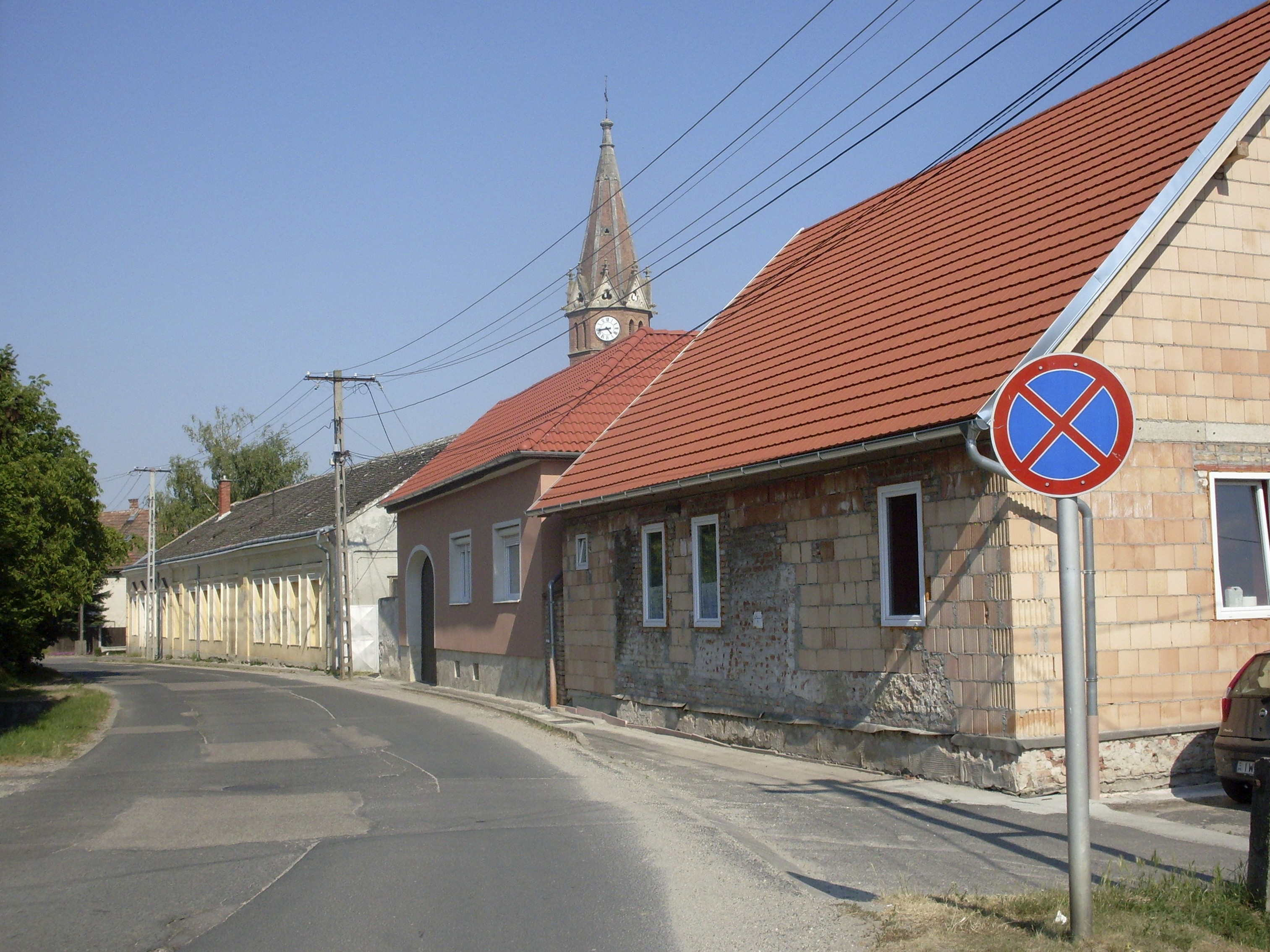

Ágfalva (tyska Agendorf) är en ort (by) i provinsen Győr-Moson-Sopron i Ungern. År 2019 hade Ágfalva totalt 2 389 invånare.